# Возвращение черепахи Тоби
«Возвращение черепахи Тоби» (англ. Toby Tortoise Returns) — это 61-й короткометражный фильм из американского анимационного сериала Silly Symphonies, созданный Walt Disney Productions для United Artists и выпущенный 22 августа 1936 года. Этот мультфильм является продолжением короткометражки «Черепаха и Заяц».

## Сюжет
Заяц Макс боксирует черепаху Тоби и избивает его в первом раунде. Между раундами двойник Дженни Рен говорит Тоби, что ей «нравится тот, кто не торопится». Эти слова оживляют его. Во втором раунде Тоби прячется в свой панцирь, чтобы избежать кулаков. Макс требует, чтобы Тоби вышел и встретился с ним, но Тоби отвечает, что чувствует себя в безопасности. Макс пытается заставить его выйти, вылив ведро воды в панцирь Тоби, но Тоби выскакивает в водолазном шлеме, а затем возвращается обратно. В конце Макс заполняет панцирь фейерверком, чтобы вытянуть Тоби. Однако это имеет неприятные последствия, так как Тоби начинает непреднамеренно стрелять фейерверками в направлении Макса. Один фейерверк заставляет Макса вылететь с арены. Как только фейерверк прекращается, Тоби объявляется победителем.

## Персонажи
- Черепаха Тоби
- Заяц Макс
- Три поросёнка
- Пёс-рефери
- Слон Элмер (камео)
- Тигр Тилли (камео)
- Дженни Рен
- Дональд Дак (камео)
- Кролики-девочки
- Плуто (камео)
- Большой Плохой Волк (камео)
- Грязный Билл (камео)
- Гуфи (камео)
- Гораций Хорсеколлар (камео)
- Кукушка
- Кролики-врачи

## Создатели
- Режиссёр: Уилфред Джексон.
- Сценаристы: Уильям Коттрелл, Джозеф Грант, Уорд Кимбалл и Боб Кувахара.
- Продюсер: Уолт Дисней.
- Композиторы: Фрэнк Черчилль и Ли Харлайн.
- Заместитель директора: Грэхэм Хейд.
- Аниматоры: 
  - Джон Данн,
  - Роллин Гамильтон,
  - Джек Ханна,
  - Дик Хьюмер,
  - Милт Каль,
  - Уорд Кимбалл,
  - Исадор Клей,
  - Дик Ланди,
  - Франк Орб,
  - Джордж Роули,
  - Роберт Стокс,
  - Чарльз Торсон
  - Марвин Вудворд.

## Озвучивание
- Эдди Холден — Черепаха Тоби
- Нед Нортон — Заяц Макс
- Марта Уэнтуорт — Дженни Рен
- Кларенс Нэш — пёс-рефери
- Кролики-девочки:
  - Элис Арделл
  - Марселлит Гарнер
  - Лионе Ледокс

## Релиз
- США — 22 августа 1936
- Швеция — 1937

### VHS
- «Walt Disney Cartoon Classics»
  - «Silly Symphonies!»
- «Walt Disney's Fables» — Volume 4

### Laserdisc
- «Walt Disney Cartoon Classics»
  - «Silly Symphonies!»
  - «Starring Silly Symphones: Animals Two by Two»

### DVD
- «Walt Disney Treasures»
  - «Silly Symphonies»
- «Walt Disney's Fables» — Volume 4

## Прочее

### Приквел
- 1935 — «Черепаха и Заяц»

### Упоминание
- 1933 — «Три поросёнка» — персонажи из мультфильма
- 1935 — «Котёнок воришка» — персонажи из мультфильма
- 1935 — «Кто убил петуха Робина?» — персонажи из мультфильма
- 1936 — «Микки Маус и команда по игре в поло» — персонажи из мультфильма
- 1936 — «Слон Элмер» — персонажи из короткометражки

### Участвует
- 1956 — «The Mickey Mouse Club: Episode #2.10» — этот мультфильм, за исключением титров, показан полностью.
- 1972 — «The Mouse Factory: Sports» — Одна из главных частей
- 1998 — «Ink & Paint Club: More Storybook Silly Symphonies» — первый показанный мультфильм